# Fiskmjöl

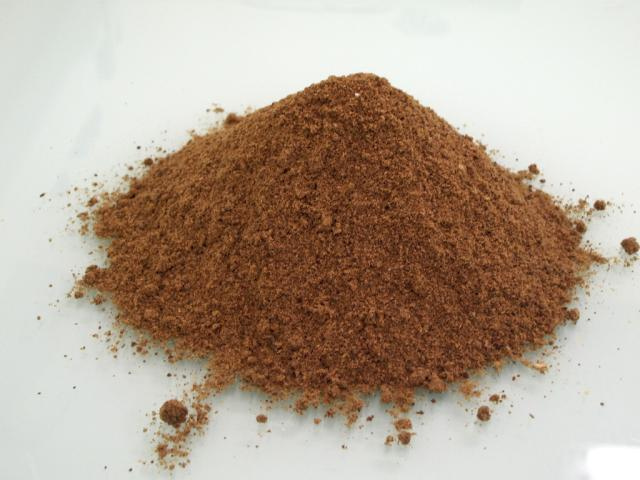
Fiskmjöl

Fiskmjöl används som livsmedel eller djurfoder. Fiskmjöl används som mat vid fiskodling och vid uppfödning av grisar, höns och pälsdjur. Mjölet består till 60–75 procent av protein. Det innehåller även mineralämnen, bland annat kalciumfosfat. Förr framställdes fiskmjöl av restavfall, mest fiskrens. Modern fiskmjölsproduktion utförs genom torkning av överbliven hel fisk eller av till exempel ansjovisfiskar. En annan vanlig fisk för ändamålet är lodda. Fisken torkas och mals. I hela världen produceras tillsammans mellan 4,9 och 6,3 miljoner ton fiskmjöl årligen.